# Zariadié

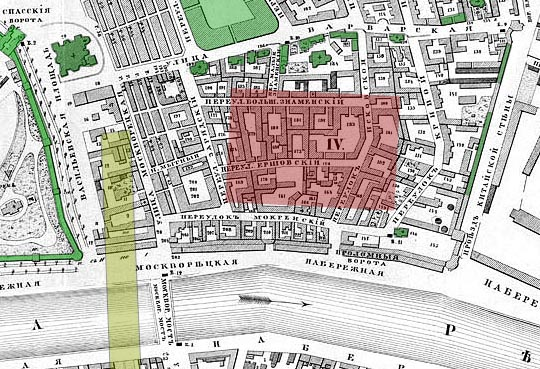
Carte de Zariadié en 1853
En vert : bâtiments subsistants
En rouge : le Rossiya
En jaune : le pont Bolchoï Moskvoretski.

Zariadié (en russe : Зарядье) est un quartier historique de Moscou établi au XIIe ou XIIIe siècle au sein de Kitaï-gorod, entre la rue Varvarka (ru) et la Moskova.

## Toponymie
Le nom signifie « l'endroit derrière les rangées », c'est-à-dire, derrière les rangées des marchés adjacents à la place Rouge, qui s'étendait de la Moskova à la rue Varvarka le long de la rue Moskvoretskaïa (ru).

## Historique
Zariadié est l'établissement commercial le plus ancien à l'extérieur des murs du Kremlin. La première mention date de 1365, quand un incendie a détruit la région. Les incendies ont continué en 1390, 1468, 1493, 1547 ; en 1451, le feu a été allumé par des pillards Tatars. La rue Principale de Zariadié (Великая улица), rebaptisée plus tard ruelle Mokrinsky (ru), reliait le Kremlin aux docks et entrepôts sur la Moskova, certaines sources la qualifient de première rue de Moscou à l'extérieur des murs du Kremlin.
En 1536-1538, les murs fortifiés de Kitaï-gorod séparent Zariadié de la rivière, l'accès à la rivière était possible seulement par les portes dans les coins sud-est et sud-ouest du quartier. Les entreprises ont changé leur mode de logistique, s'éloignant du commerce fluvial et adoptant les approvisionnements par voie terrestre. La population des commerçants s'est diluée progressivement au milieu d'artisans et de fonctionnaires de justice.
Les réformes de Pierre Ier ont frappé deux coups à Zariadié. Tout d'abord, lorsque le tribunal a déménagé à Saint-Pétersbourg, le quartier a perdu les locataires, de nombreuses entreprises ont fermé. Deuxièmement, le rempart de Pierre, construit entre le mur de Kitaï-gorod et la rivière, a fermé tous les fossés d'assainissement, piégeant tous les déchets à l'intérieur de Zariadié. Pendant au moins un siècle, Zariadié est devenu un endroit malsain et dangereux de Moscou. En 1782, dans le mur de Kitaï-gorod, des portes ont été construites, rendant à Zariadié l'accès au bord de l'eau.
Les choses se sont améliorées après l'incendie de 1812. L'État, par crainte des incendies futurs, a interdit toute construction en bois. Les propriétaires les plus pauvres de Zariadié qui ne pouvaient pas se permettre des constructions en pierre ont vendu leurs propriétés. Celles-ci ont été achetées par des promoteurs immobiliers, qui ont rapidement transformé Zariadié en une zone de logements locatifs bon marché, généralement hauts de deux ou trois étages. Durant près d'un siècle, Zariadié était le quartier de la mode de Moscou, une arrière-cour du riche Kitaï-gorod.
Depuis 1826, Glebovskoïe Podvorye (Глебовское подворье), une auberge de Zariadié, est devenue une plaque tournante de la communauté juive de Moscou. En 1856, les Juifs ont été autorisés à s'installer librement dans la ville, et ont préféré s'installer à proximité, dans Zariadié. En 1891, Moscou comptait environ 35 000 Juifs, au moins la moitié d'entre eux s'installèrent dans Zariadié (la première synagogue a ouvert en 1891 deux blocs au nord-est).
Après 1918, avec l'effondrement de la petite entreprise traditionnelle, les locataires de Zariadié ont été relogés dans d'autres quartiers. Les propriétés ont été prises en charge par les bureaux de l'État.

## Destruction

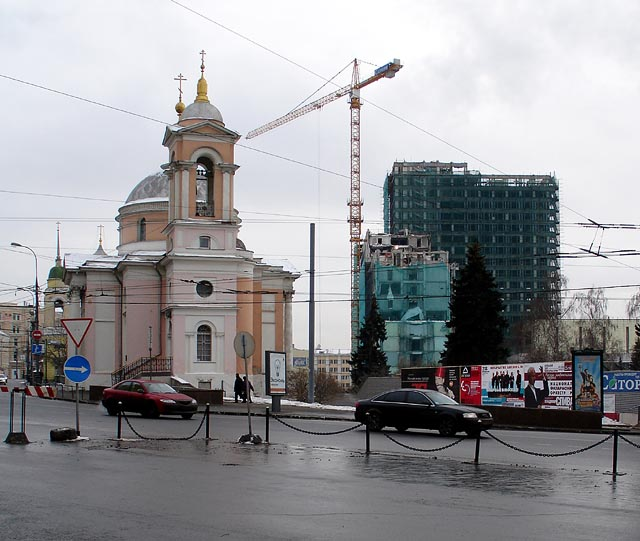
Démolition du Rossiya en 2007.

Le plan directeur de 1935 Moscou a appelé à la démolition de Zariadié, ouvrant l'espace pour le bâtiment du Commissariat du peuple à l'industrie lourde, soumis à un concours architectural, le Narkomtiajprom, et ses rampes riveraines. Ce projet ne s'est pas concrétisé comme prévu.
La première phase de la destruction de 1936, a abattu les blocs adjacents au Kremlin de Moscou pour les rampes du pont Bolchoï Moskvoretski.
Elle a été suivie par la destruction de la plupart de Zariadié en 1947 (mise à profit pour mener des fouilles archéologiques qui se sont déroulées de 1948 à 1950), dégageant le terrain pour le huitième gratte-ciel stalinien, l'immeuble Zariadié, conçu par Dmitri Tchetchouline. Ce projet a été annulé au stade de la fondation. Une carte postale datant de 1947 montre que, en plus de la série existante d'églises le long de la rue Varvarka (ru), cette série de démolitions a épargné les bâtiments de 2 étages de la rue Moskvoretskaïa (ru), juste à côté du pont, et le mur de Kitaï-gorod face à la rivière. Selon P.V.Sytin, l'église historique de St. Anna et d'autres reliques devaient être démontées et reconstruites au parc Kolomenskoïe, ce qui ne s'est pas concrétisé. Le site a été laissé vacant pendant plus de 15 ans.
Une troisième phase, en 1960, a fait disparaître ces bâtiments près du pont. En 1967, l'hôtel Rossiya a été construit sur ce site. La démolition de l'hôtel a été achevée en 2007 et le Parc Zariadié a été ouvert en 2017 à cet endroit.

## Bâtiments subsistants
Les bâtiments historiques épargnés sont :
- Église de Tous-les-Saints (en) (1610s) ;
- Deux portions des Murailles de Kitaï-gorod ;

Rue Varvarka (ru) :
- № 2 стр. 1 — Église Sainte Barbara (ru), 1796—1804 (la première église connue sur ce site date de 1514) ;
- № 4 — Église Saint Maxime le Confesseur (ru) : 1698—1699,
- № 4а — Vieille Cour anglaise (ru) — Maison du XVIe siècle (vers 1550), appartenait à la Compagnie de Moscovie. Maintenant, branche du Musée historique d'État ;
- № 8, 8а — Monastère Notre-Dame du Signe (ru), fondé en 1631 : la cathédrale Notre-Dame du Signe : 1679 - 1682, le clocher : 1784 - 1789, le corps fraternel : XVIIe siècle ;
- № 10 — Résidence des boyards Romanov (ru), XVIe et XVIIe siècles, restaurée dans les années 1850 par Fedor Richter (ru) ;
- № 12 — Église Saint-Georges le Victorieux de la colline Pskov (ru) (1657) ;
- № 14 — Maison Z.M. Persits : 1909 (œuvre de l'architecte Nikolaï Jerikhov) ;

Berge Moskvoretskaya (en) :
- № 3 — Église Sainte-Anne de l'angle (ru) (1510s) ;

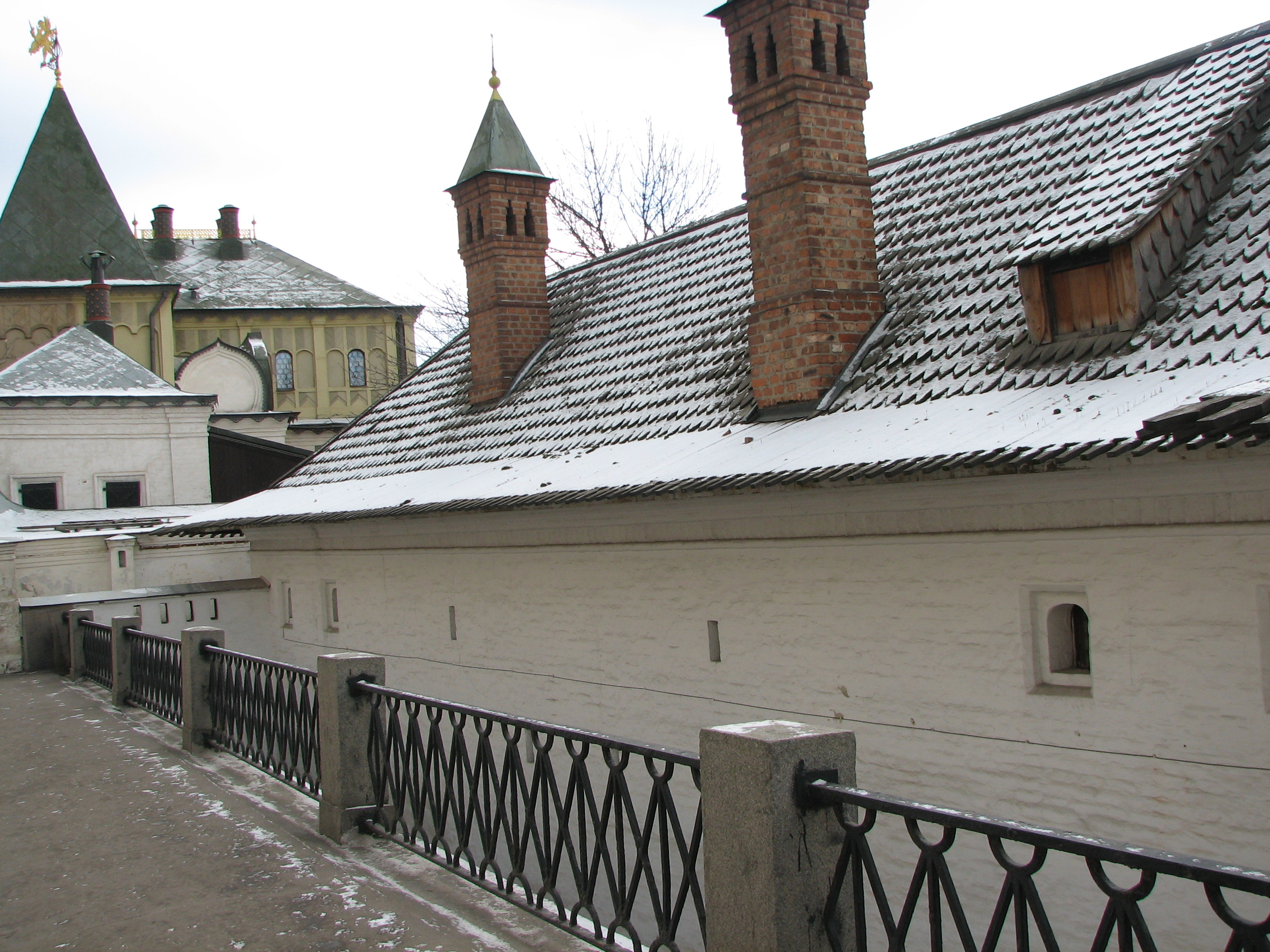
Résidence des boyards Romanov.
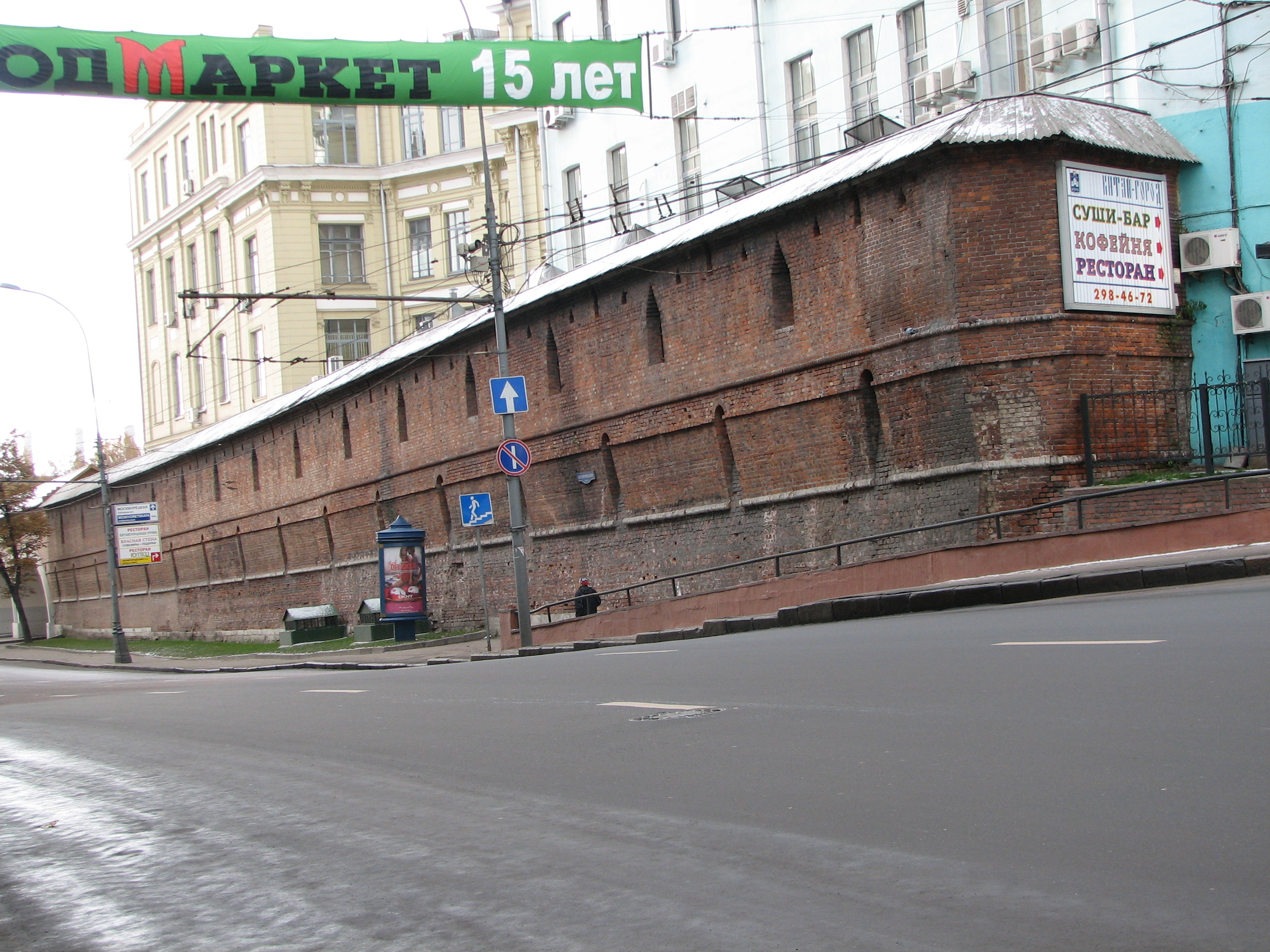
Murailles de Kitaï-gorod.
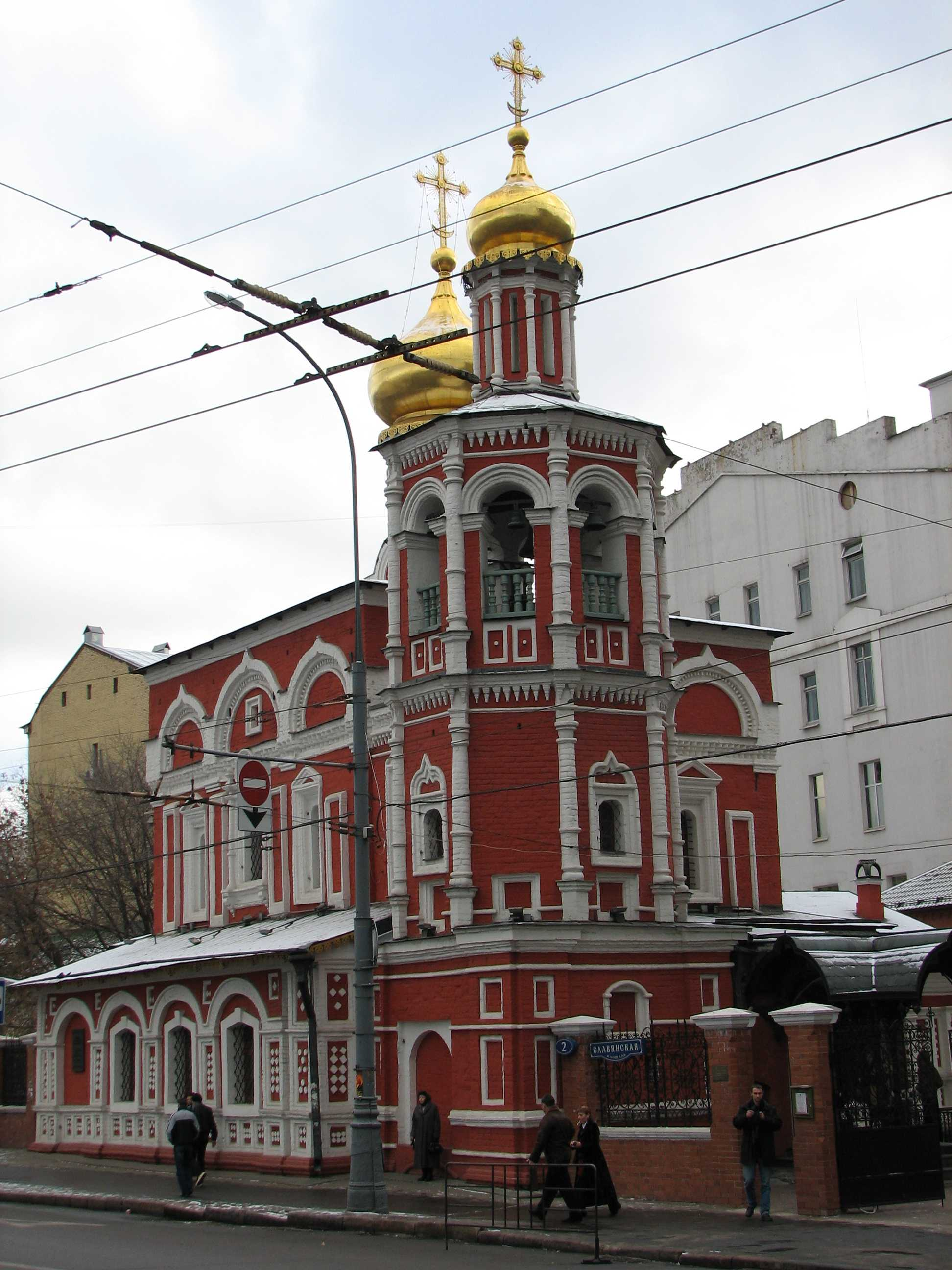
Église de Tous-les-Saints (en).
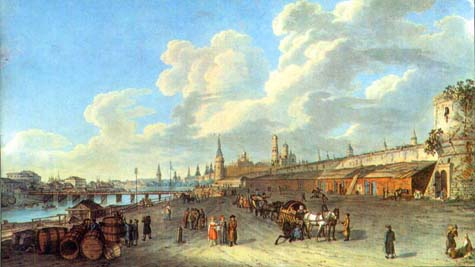
Vue des murs de Kitaï-gorod et de Zariadié depuis la berge de la Moskova, 1796.
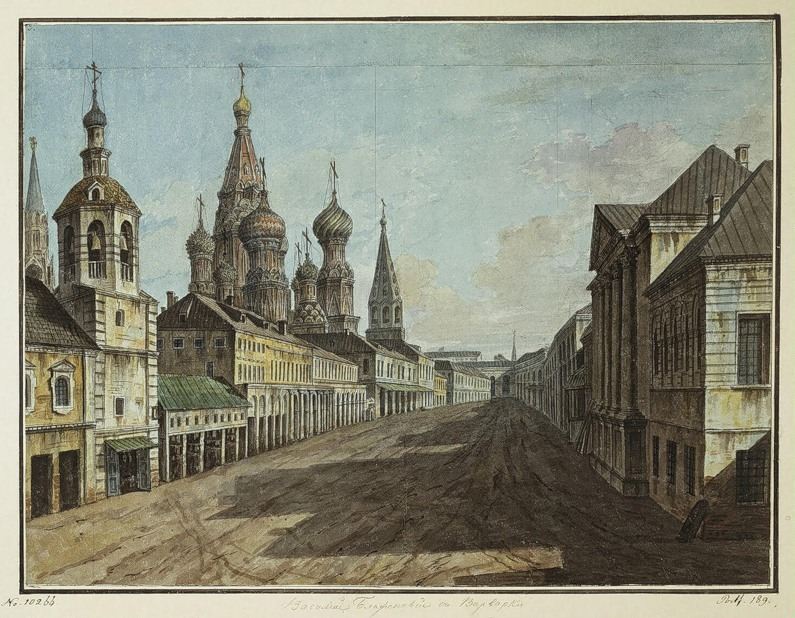
Rue Moskvoretskaya vers 1800, œuvre de Fiodor Alexeïev.
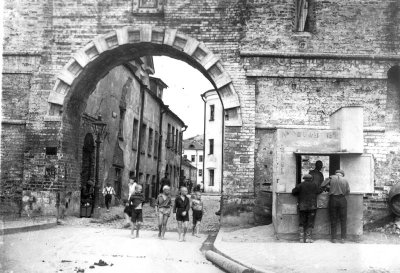
Porte du mur de Kitaï-gorod de Zariadié.
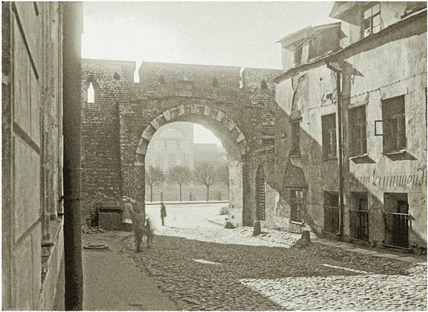
Porte du mur de Kitaï-gorod de Zariadié.
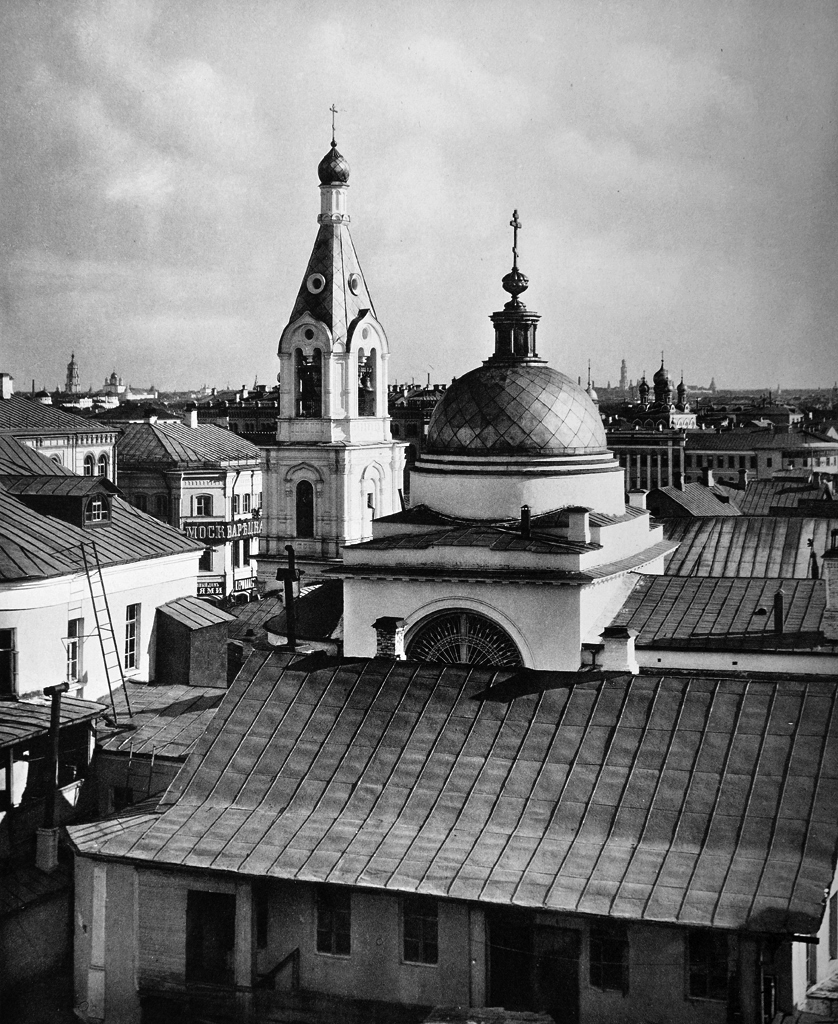
Église de Saint-Nicolas "Moskvoretsky" à Zariadié, XIXe siècle.
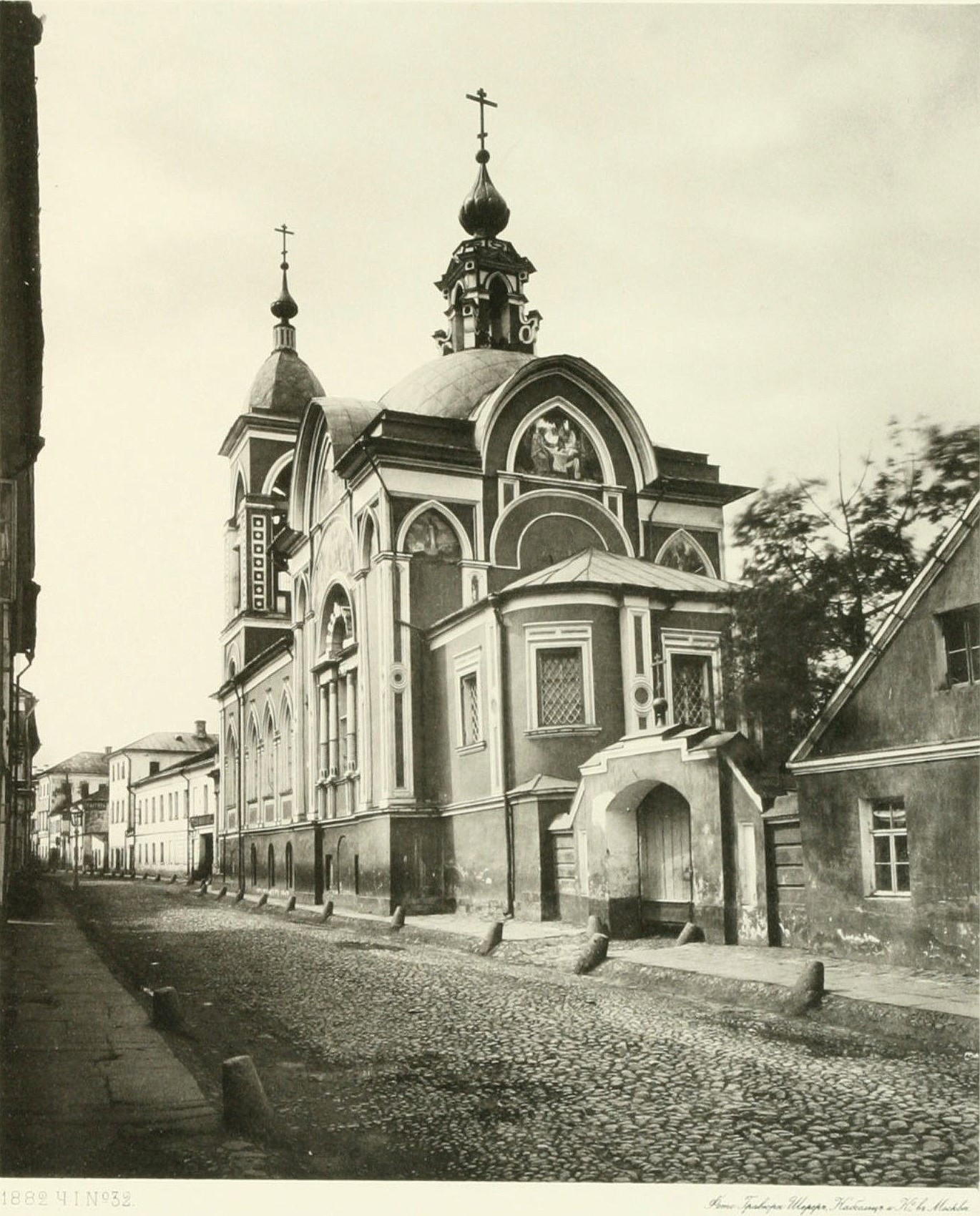
Église de Saint-Nicolas "Humide" à Zariadié, XIXe siècle.
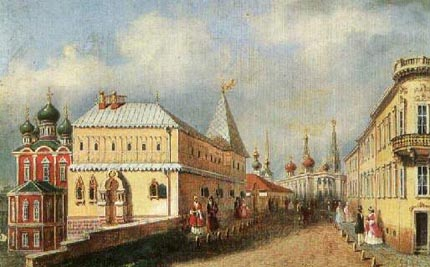
Rue Varvarka (ru) et Zariadié avec la résidence des Romanov au XIXe siècle.
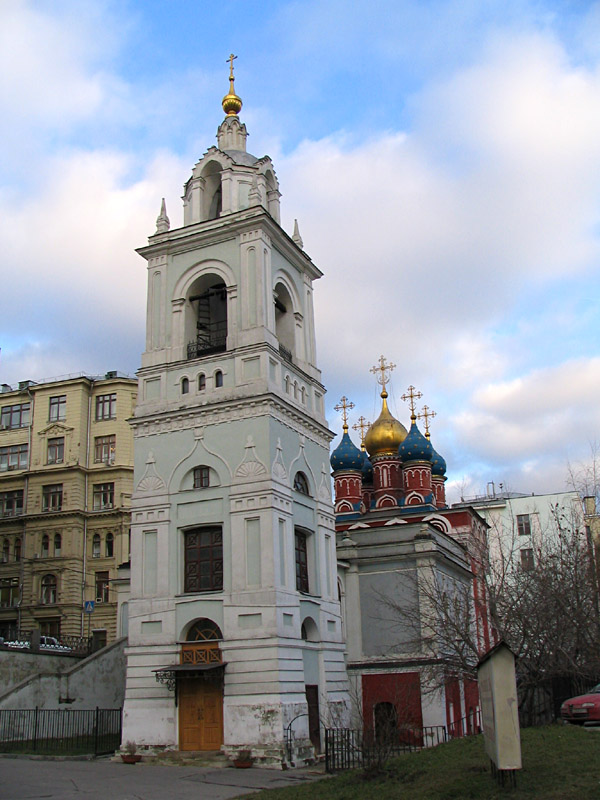
Église Saint-Georges le Victorieux de la colline Pskov (ru).
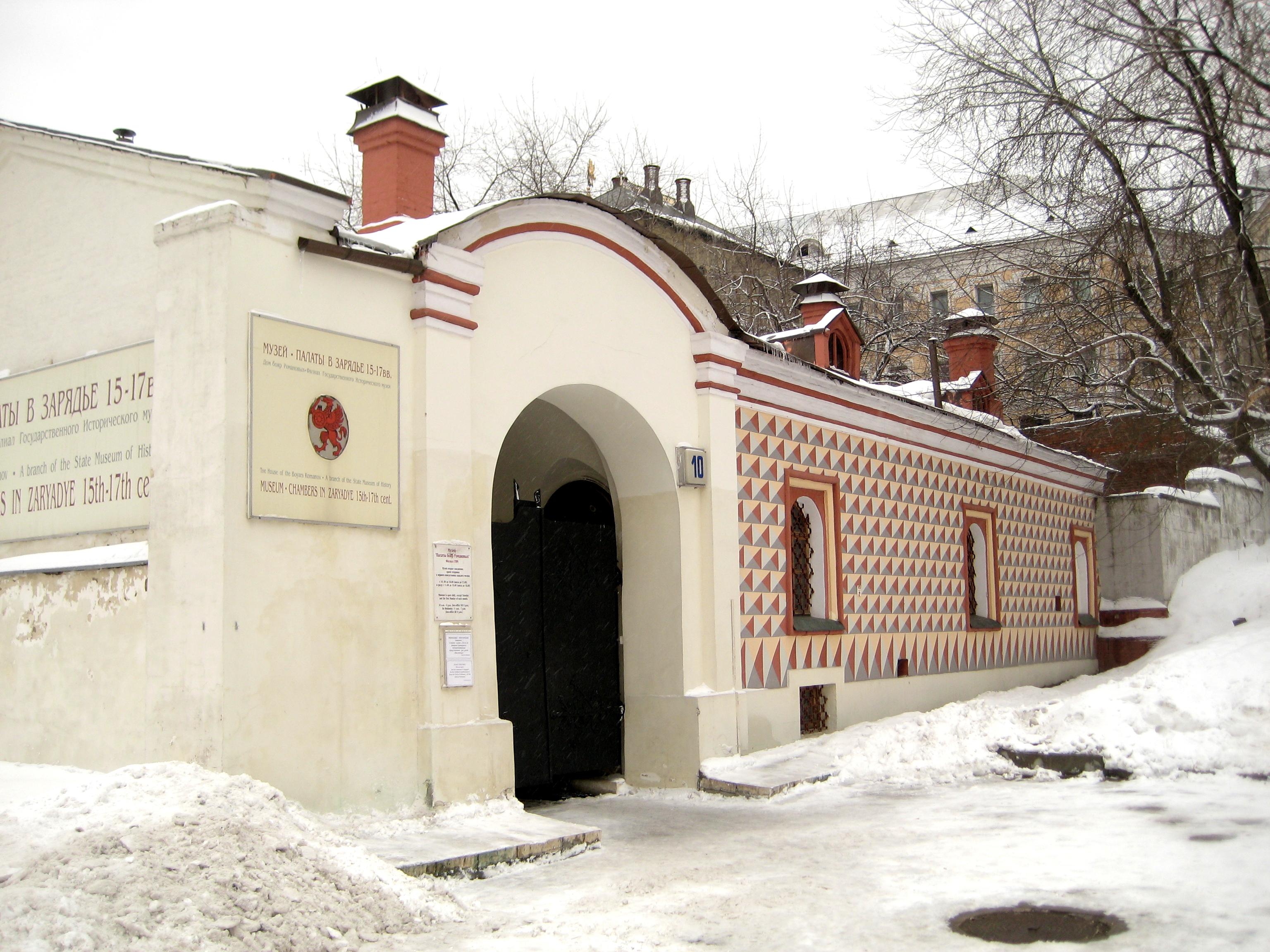
Bâtiment du monastère Notre-Dame du Signe (ru) (entrée au musée de la maison des Romanov).
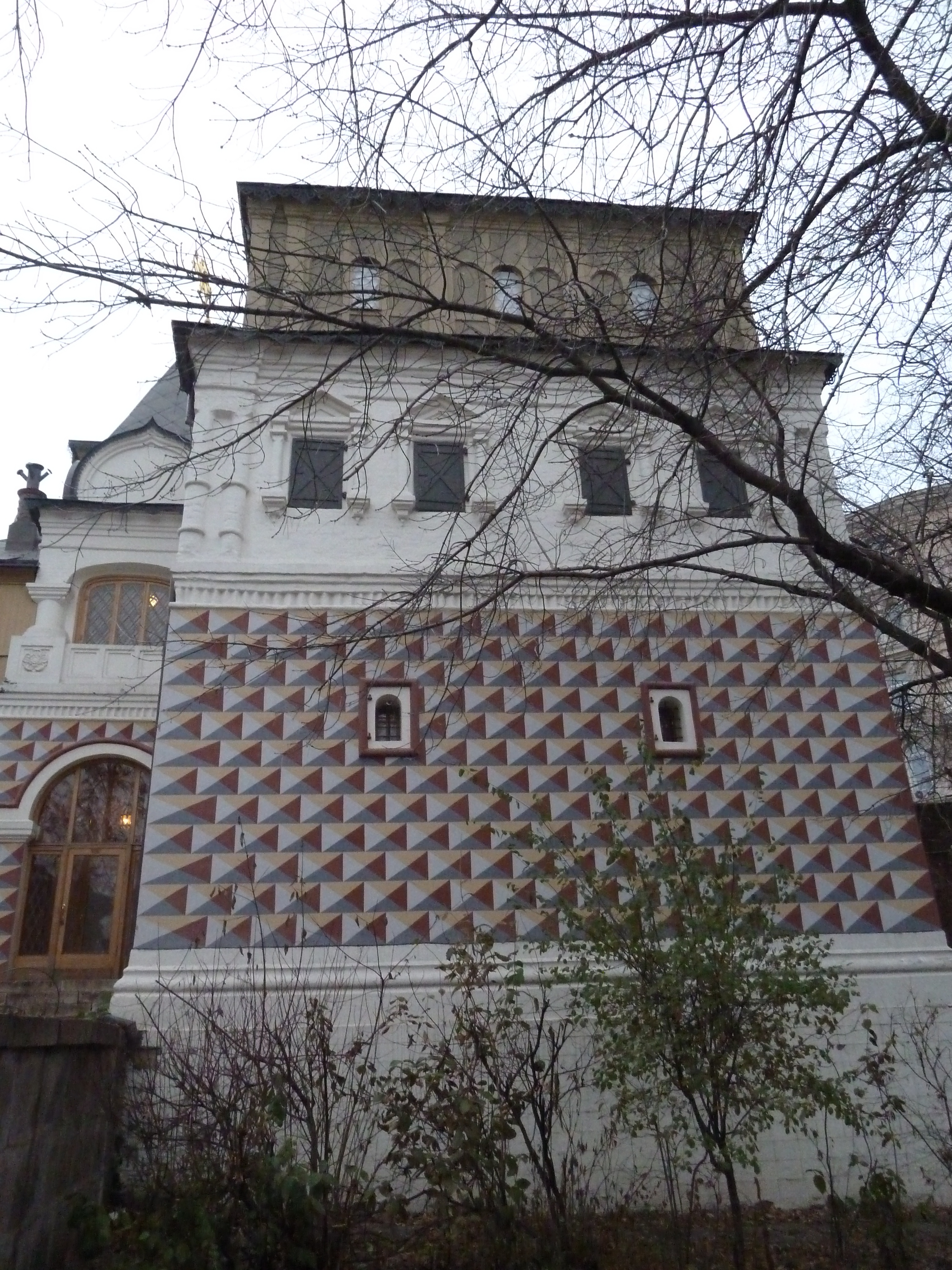
Maison des Romanov.
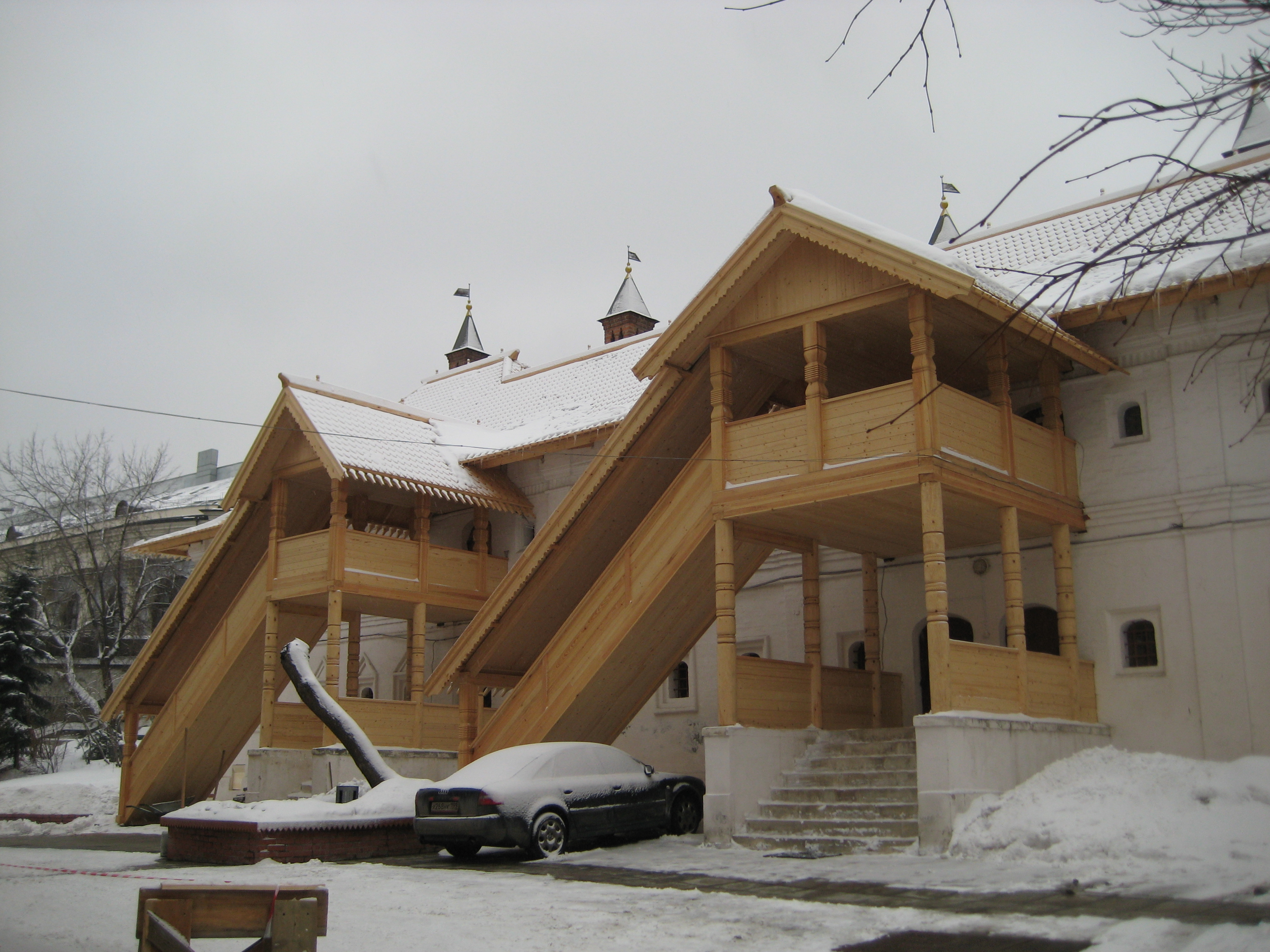
Bâtiment du monastère Notre-Dame du Signe.
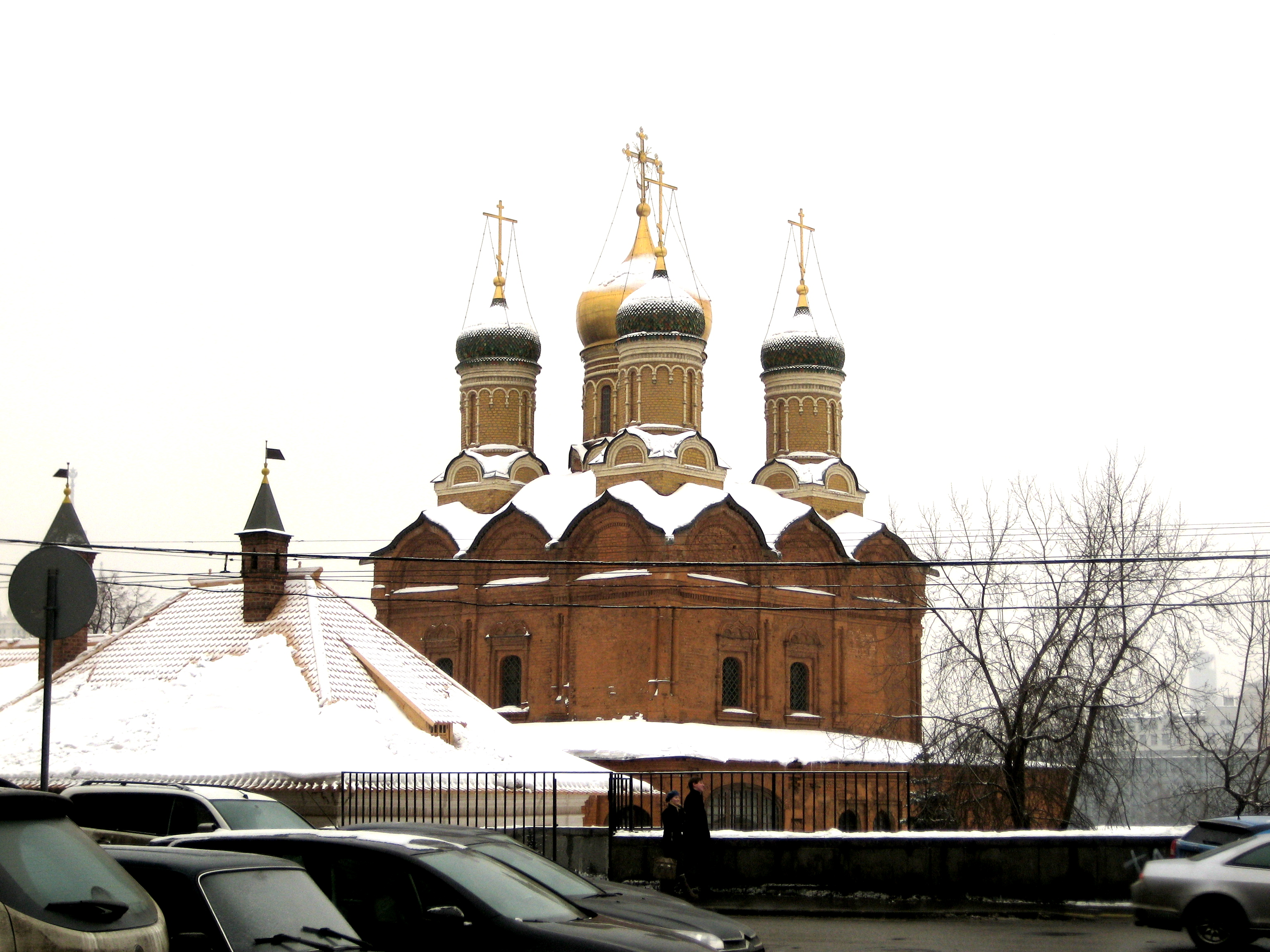
Cathédrale Notre-Dame du Signe.
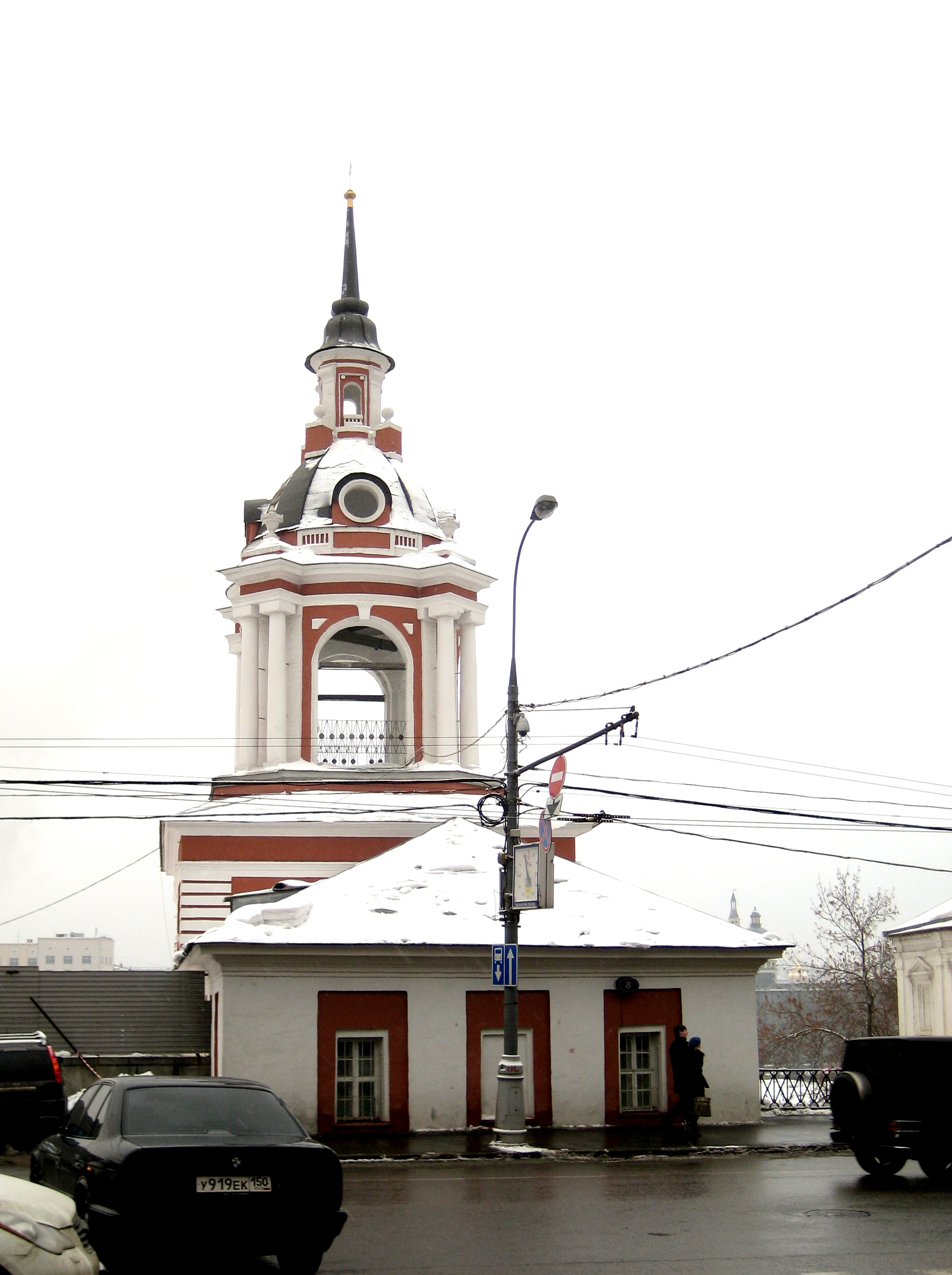
Clocher du monastère Notre-Dame du Signe.
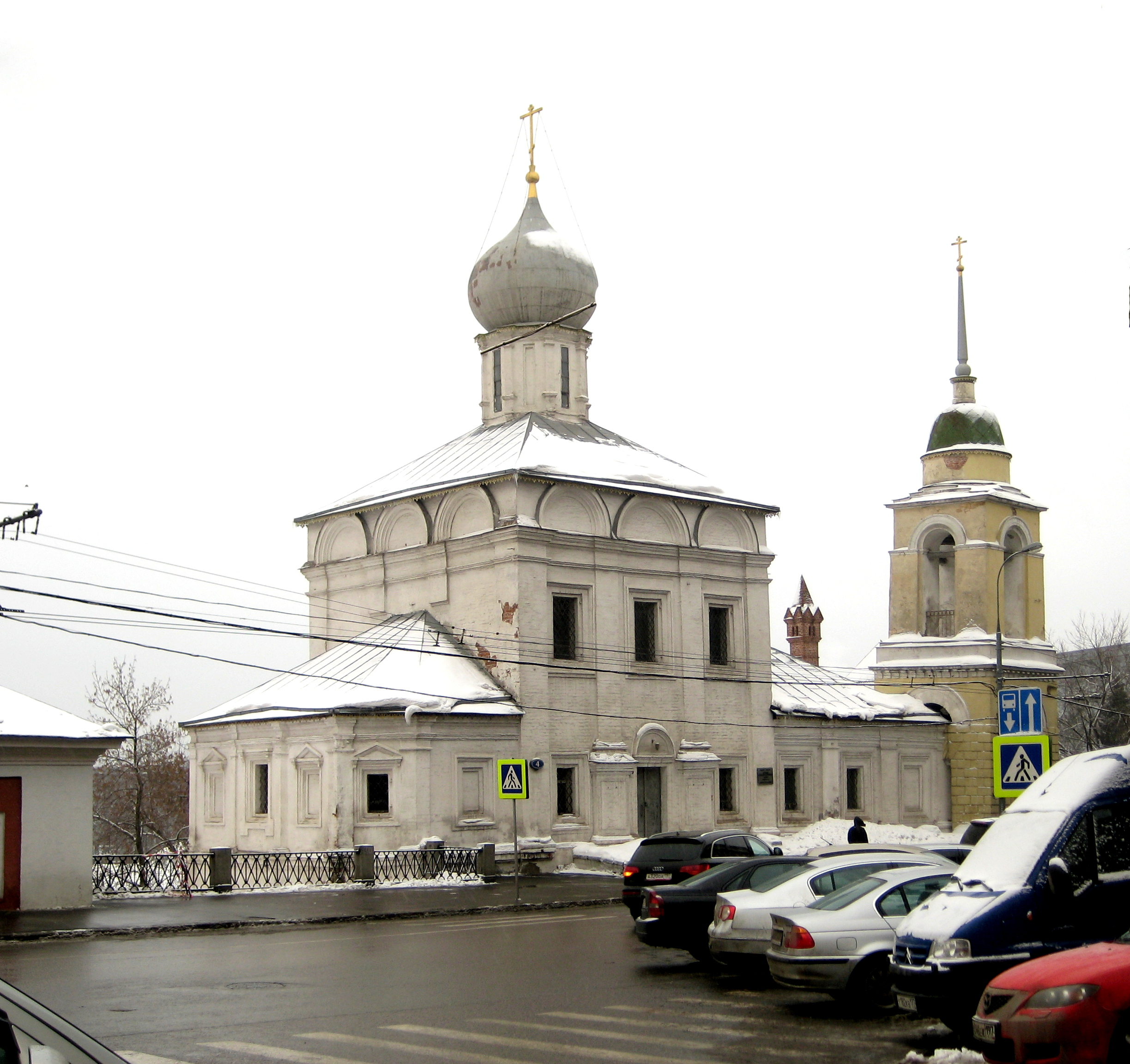
Église Saint Maxime le Confesseur (ru).
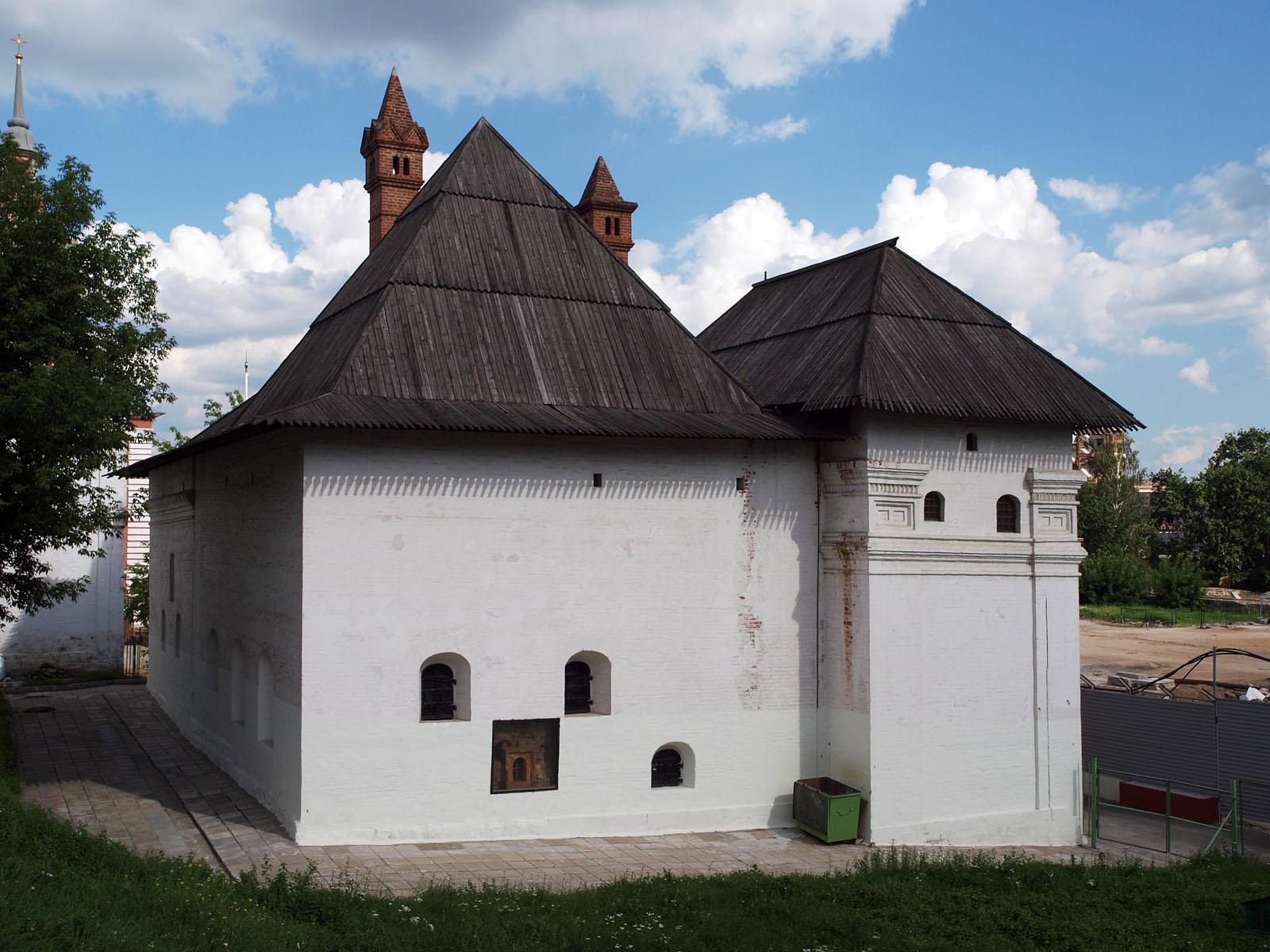
Vieille Cour anglaise (ru).
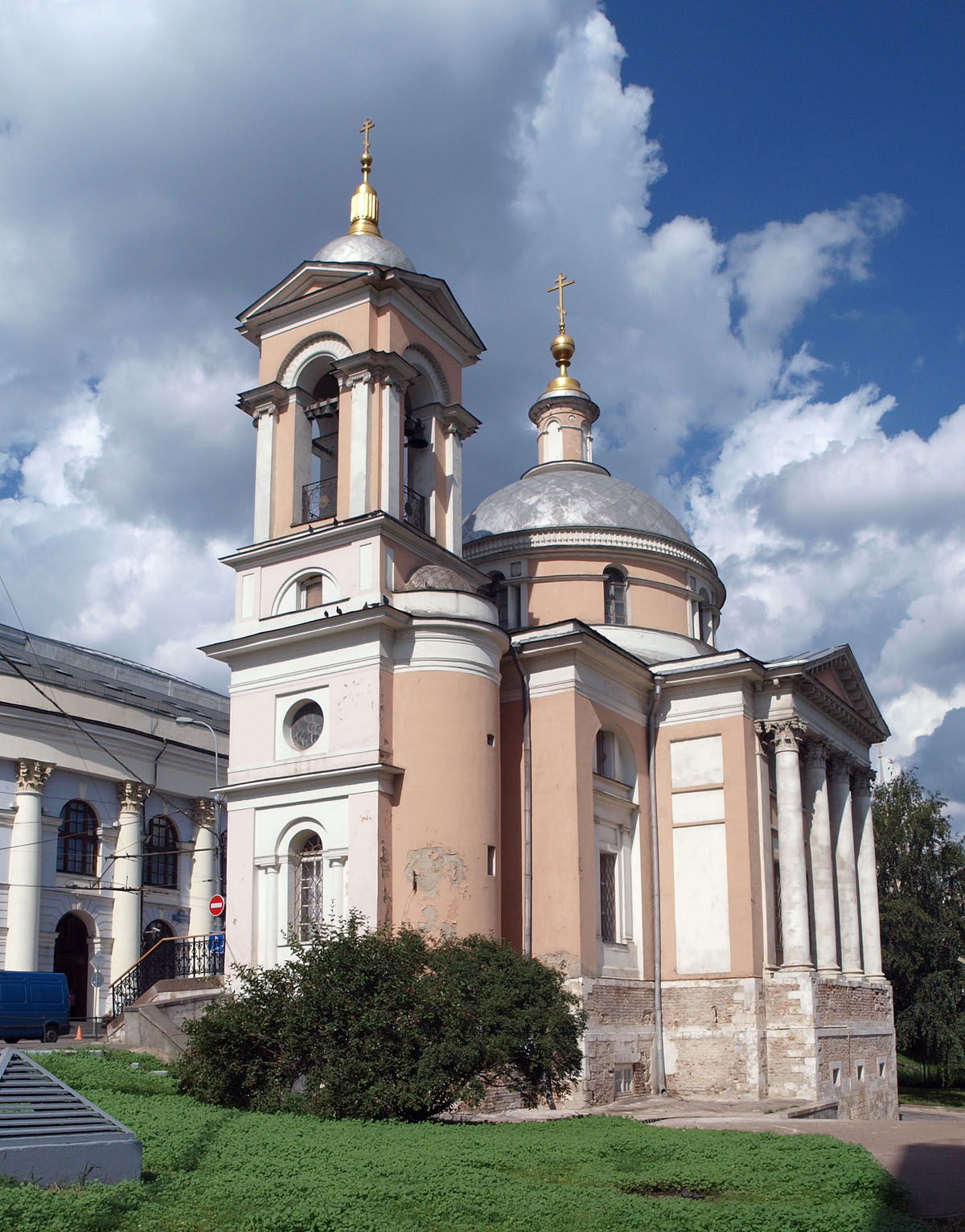
Église Sainte-Barbara (ru).